# Telge Truckers
Telge Truckers är en sportklubb från Södertälje som bildades 1991. Klubben spelar amerikansk fotboll.
Klubben har ett seniorlag i seriespel och 1995 togs klubbens första och hittills enda SM-Guld, då deras flaggfotbollslag, Telge Trailers, vann Guld.
2004 lades föreningen på is. Hösten 2005 gjordes en ansträngning för att få igång intresset för amerikansk fotboll i Södertälje, Nyköping och Botkyrka då de tillsammans spelade i U19 stockholmsserie under namnet Botkyrka Apache Raiders. Nyköping Baltic Beasts hade ett lag i seriespel redan 2006, Södertälje lyckades få ihop ett lag till seriespel i division två östra 2008. Det blev en hedersam sista plats men huvudsaken var att Truckers var tillbaka i spel. Från 2016 spelar laget i division 1 östra.